# АГУ-Адыиф
«Адыиф» — женский гандбольный клуб из города Майкоп. Самостоятельный клуб с 1994 года.

## История
История гандбольного клуба «Адыиф» начинается с 4 июля 1994 года, когда юридически был зарегистрирован первый и единственный женский гандбольный клуб Адыгеи, как общество с ограниченной ответственностью. Учредителями стали Абрегов Юрий Рамазанович и Джанчатов Нальбий Мосович. Именно в том году команда под руководством Султана Мосовича Джанчатова одержала победу в молодежном первенстве страны, позже, в качестве конкурсной команды дебютировала в Первой лиге Чемпионата России, заняв 6 место. В следующем, 1995 году в Майкопе появляется профессиональный женский гандбольный клуб «Адыиф».
История команды «Адыиф» пишется с 1977 года, с открытия при ДЮСШ-2 отделения гандбола и появления в стенах спортивной школы Султана Мосовича Джанчатова – отца женского гандбола в столице Республики Адыгея. Спустя два года, в 1979 году к команде Султана Мосовича приходит первый успех, одержана победа в чемпионате Кубани, с этого времени лучшие представительницы майкопской школы гандбола начали привлекаться в состав сборной Кубани, которая становилась чемпионом России, кроме того, Сусанна Тлебзу, Марина Яченко и Татьяна Мальцева вызывались в сборную РСФСР. Татьяна Мальцева победила в Спартакиаде народов СССР, а в составе «Кубани» стал обладателем Кубка Кубков, за что удостоилась звания Мастера спорта международного класса. Галина Мельникова, Елена Руднева, Марина Яченко, Елена Щербаха и Евгения Пучкова стали Мастерами спорта.
Во многом определяющим стал 1986 год, который ознаменовался созданием на базе школы №8 спортивного класса, составленного из девочек 1977 года рождения. Проходит три года и эта команда добивается первого серьезного успеха, вновь лучшими на Кубани стали представительницы Майкопа. В 1991 году наш маленький город стал известен на всю страну. Команда под руководством Султана Мосовича стала чемпионом СССР на приз клуба «Стремительный мяч», тем самым, Майкоп четко обозначился на гандбольной карте Советского Союза. Самое талантливое поколение в истории майкопского гандбола добилось доселе невиданного успеха, тем самым, заявив о себе на всю страну. Победа на всесоюзном соревновании сказалась и на спортивной школе. В 1993 году ДЮСШ №2 был присвоен статус специализированного отделения олимпийского резерва – СДЮШОР, с 2001 года – СДЮШОР №1.
1992-1993 – участие в чемпионатах школьников России (шестое и четвертое места соответственно). С образованием Республики Адыгея стало возможным участие в Чемпионате России среди команд Первой лиги.
Следующая крупная победа была одержана в 1994 году. Команда Майкопа чемпион России среди молодежных команд. После этого успеха последовало переименование команды, с той поры майкопский гандбол носит гордое имя Адыиф. Следующей ступенью стало участие команды в Первой лиге Чемпионата России – шестое место. Кроме того, представительницы «золотого» поколения 1977 года, Анна Кареева, Анна Игнатченко,Эльвира Ищенко и Лариса Сысоева стали участницами юниорского Чемпионата Европы в Литве, где заняли пятое место. С тех пор в составе сборной России разных возрастов практически всегда присутствуют воспитанницы майкопского гандбола и игроки АГУ – «Адыиф».
Первая победа команды на взрослом уровне пришлась на 1995 год – завоеваны серебряные медали Чемпионата России среди команд Первой лиги. По итогам сезона «Адыиф» добился выхода в Высшую лигу. На юниорском Чемпионате Мира в Бразилии Лариса Сысоева и Анна Игнатченко в составе сборной России заняли шестое место.
Насыщенным выдался и 1996 год. Дебютный сезон в Высшей лиге – 4 место, команда остановилась буквально в шаге от выхода в Суперлигу. На международной арене майкопские гандболистки не остались без наград. В составе молодежной сборной России Анна Игнатченко, Анна Кареева, Лариса Сысоева и Эльвира Ищенко победили в Кубке Прибалтийских стран, а спустя пару месяцев завоевали бронзовые медали на молодежном Чемпионате Европы в Польше.
1997 год стал поистине знаковым. Название клуба меняется. К уже привычному «Адыиф» добавляется аббревиатура АГУ (Адыгейский Государственный Университет), это связано с тем, что игроки команды стали студентками этого вуза, кроме того, спортивный зал АГУ становится местом проведения командой домашних матчей и всего учебно-тренировочного процесса. Именно майкопский АГУ – «Адыиф» становится чемпионом России среди команд Высшей лиги и завоевывает путевку в Суперлигу.
Дебют в высшем гандбольном дивизионе страны также пришелся на 1997 год. Первая игра в Суперлиге на своей площадке состоялась 17 января 1998 года. При переполненных трибунах спортивного зала АГУ прошел самый результативный матч в истории нашей команды. К сожалению, завершился он в пользу краснодарской «А-Элиты» 41:38.
Сезон 1997/1998, оказавшийся для АГУ – «Адыиф» первым в Суперлиге, завершился. Команда оказалась на седьмом месте в итоговой таблице, в шаге от первой шестерки, которая разыгрывала медали и места в еврокубках. Радостные вести прибывали из экзотического Кот-д’Ивуара, где проходил молодежный Чемпионат Мира. Сборная России завоевала серебряные медали. Майкоп представляли Эльвира Ищенко, Анна Кареева и Лариса Сысоева, которым после Чемпионата были присуждены звания Мастеров спорта международного класса.
Из-за финансовых затруднений краснодарская «А-Элита» не смогла продолжить участие в Чемпионате России, а большинство игроков и главный тренер Евгений Васильевич Трефилов переехали в Майкоп. Так как по итогам прошлого сезона «А-Элита» добилась права участвовать в еврокубках, Союз Гандболистов России принял решение об участие в Кубке Европы объединенной команды под название «Адыиф-Элита».
Первым европейским соперником АГУ - «Адыиф» стал югославский «Напредак». В городе Крушевац майкопский клуб уступил хозяевам. Но во внутреннем первенстве команда добилась грандиозного успеха. Завоеваны бронзовые медали Чемпионата России. 29 июня 1999 года в актовом зале АГУ было проведено торжественное чествование команды, призы и подарки лично вручал президент Республики Адыгея Аслан Алиевич Джаримов, ректор университета Рашид Думаличевич Хунагов, председатели комитетов и депутаты Государственного Совета-Хасэ РА. Попадание в тройку сильнейших команд страны – достижение, превзойти которое не удалось ни одной другой команде нашей Республики. Майкопский АГУ - «Адыиф» стал шестым клубом, который к тому времени попадал в тройку призеров Чемпионата России по гандболу.
В начале следующего сезона в команде произошли перемены. По приглашению «Лады» в Тольятти переехала группа игроков и тренер Евгений Васильевич Трефилов. Но, несмотря на это, АГУ – «Адыиф» подтвердил то, что попадание на пьедестал в прошлом году не было случайным. Майкоп вновь на третьем месте в Чемпионате России. Помимо этого, были одержаны первые победы на международной арене. В 1/16 финала Кубка ЕГФ дважды был повержен турецкий «Измир», но в 1/8, по сумме двух матчей, сильнее оказался датский «Фредриксберг».
В сезоне 2000/2001 АГУ – «Адыиф» делает шаг назад. Четвертое место в Чемпионате России и стадия 1/16 финала в Кубке ЕГФ. В составе национальной сборной России Анна Игнатченко, Анна Кареева и Инна Суслина завоевали бронзовые медали на Чемпионате Европы в Румынии, а в следующем году Чемпионат Мира в Турции выиграла наша юниорская сборная, в составе которой выступали Яна Ускова, Наталья Тормозова и Екатерина Сипатова.
Сезон 2001/2002 – вновь четвертое место в Чемпионате России. В Кубке Вызова удалось пробиться в четвертьфинал, кстати, этот еврокубковый сезон стал первым, когда наша команда могла принимать европейские команды в Майкопе. Первыми гостьями стали гандболистки турецкого «Ускюдара», а в ¼ финала в Майкоп приехал немецкий «Буктесхудер», которому, по сумме двух встреч, АГУ – «Адыиф» уступил. В Италии Чемпионат Мира выиграла сборная России. Заслуженными мастерами спорта после того успеха стали Анна Кареева, Инна Суслина и Анна Игнатченко. 21 марта 2002 года Султану Мосовичу Джанчатову было присвоено звание Заслуженного тренера России. Летом 2002 года чемпионками Европы в составе юниорской сборной России стали Наталья Тормозова и Екатерина Сипатова.
Перед сезоном 2002/2003 команду покинула большая группа опытных игроков, что вылилось в седьмое место в Чемпионате России и вылет уже во 2-м раунде Кубка ЕГФ.
2003 год. 13 Сентября. Волгоград. Первый тур Чемпионата России. АГУ – «Адыиф» - «Ростов-Дон». Ничего не предвещало беды, но… Прямо на предматчевой разминке Султану Мосовичу Джанчатову стало плохо, его увезли на скорой помощи. Спустя десять дней Тренера не стало. Случился поворотный момент в истории команды, которая буквально осиротела, лишившись отца-основателя. На шестом месте команда завершила тот сезон, до конца которого играла с траурными нашивками на игровой форме. Исполняющим обязанности тренера до конца сезона был Александр Владимирович Ревва, ранее руководивший молодежной командой АГУ – «Адыиф».
Следующие два года у руля команды стоял краснодарец Анатолий Николаевич Скоробогатов. Седьмое и восьмое места в сезонах 2004/2005 и 2005/2006 соответственно. В 2005 году состоялся международный турнир памяти Султана Мосовича Джанчатова, в котором приняли участия команды из Ростова-на-Дону, Тольятти и Запорожья. С тех пор такие турниры проходят ежегодно. Чемпионом Мира - 2005 в молодежном возрасте стала сборная России с Ириной Писаренко в составе. А в 2006 году Виктория Калинина стала серебряным призером молодежного Чемпионата Европы в Швеции.
После неожиданного ухода Скоробогатова, команду возглавил петербургский специалист Юрий Александрович Бабенко. В сезоне 2006/2007 команде пришлось играть в переходном турнире за право остаться в Суперлиге. В итоге - девятое место по итогам года. Кроме того, летом в Ростове-на-Дону состоялся розыгрыш Открытого Кубка России. После поражения от «Астраханочки» в матче за 5-е место, АГУ – «Адыиф» останавливается в шаге от попадания в еврокубки. В следующем сезоне команда занимает восьмое место. По окончании чемпионата в клубе произошла смена главного тренера, на место Юрия Бабенко пришел Александр Владимирович Ревва. На Олимпийских Играх в Пекине серебряные медали в составе сборной России завоевали Анна Кареева, Яна Ускова и Инна Суслина.
Под руководством Александра Реввы в сезоне 2008/2009 команда заняла седьмое место, в Кубке России удалось пробиться в четвертьфинал. Самым запоминающимся моментом сезона стал матч со звенигородской «Звездой». 27 сентября 2009 года на табло спортивного зала АГУ горел равный счет 25:25. В этот результат не верилось никому, ведь в гости к скромной майкопской команде пожаловал действующий победитель Лиги Чемпионов со звездным составом под руководством Евгения Трефилова.
В следующем сезоне команда остается на седьмом месте. А игрок АГУ – «Адыиф» Мария Гарбуз становится серебряным призером молодежного Чемпионата Мира в Южной Корее. Также прошел турнир памяти Султана Мосовича Джанчатова, который обрел статус IV Чемпионата Профессиональной Лиги Женского Гандбола стран СНГ и Балтии. Участие приняло восемь команд.
Перед началом сезона команду покинул Александр Ревва, исполняющим обязанности тренера была назначена Галина Геннадьевна Мельникова, на тот момент тренер АГУ – «Адыиф»-2. Во время зимней паузы в чемпионате, к управлению командой пришел краснодарский тренер Виталий Барсуков. В итоге, впервые в истории АГУ – «Адыиф», команда оказалась на последнем месте в Чемпионате России. В Кубке России были проиграны оба матча в 1/8 финала.
В сезон 2012/2013 команда вступила с прежним тренером и довольно обновленным составом. Результата это не принесло. Как итог – одна победа и вновь последнее, на сей раз, девятое место.
Исправлять ситуацию был призван сразу дуэт тренеров из Краснодара, Владимир Черкашин и Светлана Выдрина, которая, кстати, играла за наш клуб в сезоне 1998/1999. В команде сменился капитан, пришли новые игроки, но результат остался прежним, снова последнее место.
В следующем сезоне главным тренером АГУ – «Адыиф» стал Анатолий Скоробогатов, вернувшийся в Майкоп спустя восемь лет. Но изменить результат не получилось и у него. Вновь последнее место в таблице. На международной арене дела обстояли лучше. Являясь главным тренером молодежной сборной России, Анатолий Скоробогатов привел национальную команду к серебру Чемпионата Европы в Испании. В составе сборной выступали и игроки АГУ – «Адыиф» Анастасия Серадская и Кристина Лихач.
Сезон 2015/2016. Команда впервые за пять лет ушла с последней строчки турнирной таблицы. Капитан Ольга Исаченко стала девятым бомбардиром Чемпионата России со 111 голами (только в 2011 году игрокам нашей команды удалось забросить больше 100 мячей за сезон). Также произошло и еще одно значимое событие в истории команды. Впервые домашний матч АГУ – «Адыиф» провел не в спортивном зале АГУ. 10 октября 2015 года игра с ижевским «Университетом» прошла во Дворце Спорта Якуб Коблев и завершилась победой нашей команды. Итог – 10 место в Чемпионате и 1/8 финала в Кубке России. Под руководством Анатолия Скоробогатова Анастасия Серадская, Виктория Смоленцева и Елена Портягина стали вторыми на домашнем Чемпионате Мира среди молодежных команд. А спустя несколько недель, первой в истории майкопского гандбола олимпийской чемпионкой стала Виктория Калинина.
Сезон 2016/2017. Команда заняла предпоследнее 10 место на Предварительном этапе и 9 в классификационном раунде.
Сезон 2017/2018. Майкопская команда, одержав 6 побед в 26 матчах также была 10 из 11, как на предварительном этапе так и в итоге.
Сезон 2018/2019. АГУ-"Адыиф" в Регулярном чемпионате, проведя 20 матчей одержала 1 победу и 3 матча сыграла вничью, заняв 10 место. В решающем раунде соревнования гандболистки из Адыгеи в 6 встречах смогли отыграть 6 очков отставания у московского "Луча" и занять 9 место из 11 возможных. После этого сезона из команды ушли Инесса Неупокоева, Мария Мартыненко, Марина Васильева (все — завершили карьеру), Виктория Долина и вратарь Маргарита Кушнырь.
Сезон 2019/2020. Ознаменовался целым рядом изменений в команде. В основную команду были приглашены сразу 6 игроков 2002-03 годов рождения: полусредние - Мария Кучеренко и Алина Морозова, разыгрывающие - Юлия Кожубекова и Ангелина Куцевалова, крайние - Диана Казиханова и Дарина Никулина - выигравшие летнюю Спартакиаду учащихся России. Перед началом сезона вернулась в команду экс-игрок АГУ-"Адыиф" Юлия Куцевалова на позицию линейного, а также перешла из "Ставрополья" разыгрывающий, мастер спорта Зурета Коблева. В конце ноября в АГУ-"Адыиф" произошли перемены на тренерском мостике. Вместо Александра Реввы на пост главного тренера назначен  32-летний специалист Никита Голуб. Ранее, работавший в дубле АГУ-"Адыиф" и майкопской спортивной школе им. Заслуженного тренера России С.М. Джанчатова. Команда девушек 2002-03 годов рождения под руководством Никиты Голуба за 5 лет стала пятикратным призером Первенств России, а также в 2019 году выиграла Спартакиаду учащихся России. В декабре 2019 года ряды майкопской команды пополнили 2 игрока краснодарской "Кубани" - линейный Ирина Клименко и правый крайний Анна Ефимкина. Команд провела лучший сезон за последние 10 лет. По итогам Предварительного этапа было занято 9 место из 12. АГУ-"Адыиф" дома выиграл все матчи у команд с 8 по 12 места, а также в заключительном матче сезона вырвала в Майкопе сенсационную ничью у "Кубани". Счет матча 33:33. Финальный раунд соревнования, в котором команда из Адыгеи планировала улучшить свое положение и побороться за итоговое 7 место не состоялся из-за пандемии COVID-19 (новой коронавирусной инфекции). Федерация гандбола России приняла решение завершить сезон по итогам Предварительного этапа. И таким образом АГУ-"Адыиф" завершила чемпионат на 9 месте. В межсезонье расположение команды покинули целый ряд игроков, в том числе и ряд ведущих: капитан, Левый полусредний Ксения Дьяченко, Левый полусредний Алиса Дворцевая, Правый полусредний Анастасия Загайко, Правый крайний Анна Ефимкина, Линейный Ксения Зубова, Разыгрывающий Ирина Мельникова и вратарь Дарья Силантьева. А пополнили состав АГУ-"Адыиф" - Левый полусредний Дарья Богданова и Разыгрывающий Галина Измайлова (обе "Астраханочка") и Правый крайний Елена Стрельцова ("Ставрополье").
Сезон 2020/2021. Новый сезон Федерацией гандбола России было решено начать 22 августа. Майкопская команда свой первый матч провела 23 августа в Многофункциональном физкультурно-оздоровительном комплексе "Оштен" матчем против "Астраханочки". Но гости одержали победу. Вся осенняя часть чемпионата и часть зимней прошли без зрителей на трибунах, в связи с ограничениями и требованиями Роспотребнадзора по недопущению распространения новой коронавирусной инфекции COVID-19. Болезнь в ноябре коснулась и игроков АГУ-"Адыиф". Это сказалось на важном матче в Москве с командой "Луч", который майкопская команда планировала выиграть, но в итоге проиграла. Причем в середине второго тайма АГУ-"Адыиф" выигрывала 4 мяча. История повторилась и во втором круге в Майкопе, когда москвички снова с середины второго тайма отыграли 4 мяча отставания и выиграли с минимальным счетом.  Кстати, по травма сезон тоже получился непростой. Учитывая большие потери в межсезонье, каждый игрок был на вес золота. В итоге Мария Кучеренко из-за проблем со спиной практически не играла в этом сезоне, были проблемы со здоровьем у молодого правого полусреднего Алины Морозовой, которая также несколько месяцев не имела игровой практики. В важнейшем матче с уфимской "Алисой" травму получила и основной вратарь, мастер спорта Светлана Кожубекова. Случилось это в начале второго тайма, когда у команды складывалось все хорошо для того, чтобы отыграть 6 мячей, проигранных в Уфе. В итоге после этого эпизода много разладилось в игре, хотя шансы были до последней секунды, чтобы в плей-офф продолжить борьбу за 7 место. Однако, в итоге пришлось утешаться с "Лучом" за предпоследнее место. В Москве была ничья, ну а дом коллектив Никиты Голуба не оставил шансов соперниц, одержав с 4 попытки победу над "Лучом" - счет 28:16. Кстати, только "Лучу" из команд со второй "шестерки" удалось увезти очки из Майкопа в этом сезоне. С остальными майкопчанки справились, а именно были одержаны победы над командами: "Ставрополье", "Динамо-Синара", "Университетом" и дважды "Уфой-Алисой". В гостях показатели гораздо скромнее, на предварительном этапе - ничья в Волгограде и Уфе, плюс ничья в Москве против "Луча" в финальном этапе. В итоге на предварительном этапе АГУ-"Адыиф" заняла 9 место, а по итогам плей-офф - 11.
По окончании сезона команду покинули целый ряд игроков: Галина Измайлова (вернулась в команду "Астраханочка"), Анастасия Серадская (перешла в "Ставрополье"), Елена Стрельцова и Валерия Логвиненко (перешли в команду более низкой лиги, "Балтийскую зорю"), Мария Кучеренко, Екатерина Толмачева - завершили карьеру. Покинул команду и главный тренер АГУ-"Адыиф", 35-летний специалист, Никита Вадимович Голуб. А на пост главного тренера назначен Заслуженный тренер России, Александр Владимирович Ревва, ранее неоднократно возглавлявший команды Суперлиги. Его помощником назначена Заслуженный мастер спорта Яна Викторовна Ускова. Также ряды АГУ-"Адыиф" пополнили 4 новых игрока: Дарья Ламзина - вратарь из "Ставрополья", Оксана Колодяжная - линейный из "Динамо-Синары",  Анна Краснова и Виктория Мещерякова - крайний и полусредний игроки из команды "Уфа-Алиса". И также переведена из дубля в команду Суперлиги 16-летняя полусредняя Алина Казанджян, которая была лидером по забитым мячам в прошедшем сезоне в составе АГУ-"Адыиф"-2.

## Домашняя арена
Спортивный Зал ИФК и Дзюдо АГУ с 1994 по 2017
Являлся и продолжает являться домашней ареной АГУ — «Адыиф».
Дворец Спорта «Якуб Коблев» с 2017 по н.в. Вместимость — 1500.
8 ноября 2015 года прошло торжественное открытие нового спортивного комплекса, названного в честь ЗТ СССР Коблева Якуба Камболетовича. После церемонии открытия, на площадку вышли гандболистки АГУ — «Адыиф» и ижевского «Университета». Таким образом, в рамках 10 тура чемпионата России по гандболу состоялось историческое событие, АГУ — «Адыиф» провел свой первый домашний матч не в СЗ ИФК и Дзюдо. Майкопчанкам удалось одержать и первую победу в сезоне — 28:22, автором первого заброшенного мяча в новом зале стала Анна Головко.

## Клубные цвета
| Зеленый | Желтый |

## Достижения
- Чемпионат России
  -  Бронзовый призер (2): 1999, 2000.
- Кубка Вызова

Четфертьфинал — 2002.

## Название команды
Официальное название команды — «Адыиф». АГУ как аббревиатура в кавычки не берётся (пример: ЦСКА, СКА). Адыиф — адыгейское женское имя. Некоторые ошибочно расшифровывают «Адыиф» как Адыгейский институт физкультуры (АдыИФ).

## Руководство
Президент клуба — Хунагов Рашид Думаличевич.
Генеральный директор гандбольного клуба "АДЫИФ" — Цеев Асланчерий Асланбечевич (1994-2017 годы)
Генеральный директор гандбольного клуба "АДЫИФ" — Кудайнетов Меджид Аминович (2017 - июнь 2023 года)
Генеральный директор гандбольного клуба "АДЫИФ" - Кожубекова Светлана Андреевна (июль 2023 - по н.в.)

## Тренерский состав
- Главный тренер — Ревва Александр Владимирович
- Главный тренер — Яна Ускова
- Старший тренер — Ольга Рюхина
- Тренер — Галина Мельникова
- Тренер — Наталья Тормозова
- Врач команды — Петр Кондратенко
- Пресс-атташе — Рустам Бзагов

## Состав команды АГУ-"Адыиф" на сезон 2020/21 годов
| №  |  | Имя                          | Позиция            | Год рождения | Гражданство | Звание |
| 1  |  | Светлана Кожубекова (Рюхина) | Вратарь            | 1988         | Россия      | МС     |
| 12 |  | Наталья Тормозова            | Вратарь            | 1984         | Россия      | МСМК   |
| 43 |  | Юлиана Скнарь                | Вратарь            | 2002         | Россия      | КМС    |
| 86 |  | Екатерина Толмачева          | Вратарь            | 2001         | Россия      | КМС    |
| 91 |  | Людмила Баскакова            | Вратарь            | 1998         | Россия      | КМС    |
| 4  |  | Ирина Клименко (К)           | Линейный           | 1995         | Россия      | МС     |
| 7  |  | Елизавета Краснокутская      | Левый крайний      | 1999         | Россия      | КМС    |
| 8  |  | Дарина Никулина              | Левый крайний      | 2002         | Россия      | КМС    |
| 10 |  | Татьяна Кириллова            | Разыгрывающий      | 2000         | Россия      | КМС    |
| 13 |  | Анастасия Серадская          | Левый полусредний  | 1996         | Россия      | КМС    |
| 17 |  | Мария Кучеренко              | Левый полусредний  | 2002         | Россия      | КМС    |
| 21 |  | Алина Морозова               | Правый полусредний | 2002         | Россия      | КМС    |
| 23 |  | Дарья Багданова              | Левый полусредний  | 1994         | Россия      | МС     |
| 25 |  | Юлия Куцевалова              | Линейный           | 1993         | Россия      | КМС    |
| 27 |  | Галина Измайлова             | Разыгрывающий      | 2000         | Россия      | КМС    |
| 31 |  | Ангелина Куцевалова          | Разыгрывающий      | 2003         | Россия      | КМС    |
| 36 |  | Диана Казиханова             | Правый крайний     | 2002         | Россия      | КМС    |
| 45 |  | Маргарита Дмитриева          | Левый крайний      | 2001         | Россия      | КМС    |
| 69 |  | Зурета Коблева               | Разыгрывающий      | 1996         | Россия      | МС     |
| 73 |  | Юлия Кожубекова              | Разыгрывающий      | 2002         | Россия      | КМС    |
| 87 |  | Елена Стрельцова             | Левый крайний      | 1996         | Россия      | МС     |
| -- |  | ---------------------------- | ------------------ | ------------ | ----------- | ------ |

## Известные игроки
- Анна Кареева (ЗМС)
- Яна Ускова (ЗМС)
- Инна Суслина (ЗМС)
- Эльвира Житлова (Ищенко) (МСМК)
- Анна Игнатченко (ЗМС)
- Лариса Сысоева (МСМК)
- Виктория Калинина (ЗМС)
- Галина Мельникова (МС)
- Наталья Тормозова (МСМК)
- Ирина Писаренко (МСМК)

## Достижения гандболисток АГУ — «Адыиф»
- 1996 год — Анна Кареева, Анна Игнатченко, Эльвира Ищенко, Лариса Сысоева — бронзовые медали на молодежном Чемпионате Европы.
- 1998 год — Анна Кареева, Эльвира Ищенко, Лариса Сысоева — серебряные медали на молодежном Чемпионате Мира в Кот — д’Ивуаре.
- 2000 год — Анна Игнатченко, Анна Кареева, Инна Суслина — бронзовые медали на чемпионате Европы в Румынии.
- 2001 год — Анна Игнатченко, Анна Кареева, Инна Суслина — золотые медали на Чемпионате Мира в Италии.
- 2001 год — Яна Ускова, Екатерина Сипатова, Наталья Тормозова — золотые медали на юниорском Чемпионате Европы в Турции.
- 2002 год — Екатерина Сипатова и Наталья Тормозова — золотые медали на юниорском Чемпионате Европы в Финляндии.
- 2003 год — Яна Ускова и Наталья Тормозова — золотые медали на молодежном Чемпионате Мира в Македонии.
- 2003 год — Яна Ускова — золотая медаль на юниорском Чемпионате Европы в Тольятти.
- 2004 год — Яна Ускова — золотая медаль на юниорском Первенстве Европы в Чехии.
- 2005 год — Яна Ускова и Ирина Писаренко — золотые медали на молодежном Первенстве Мира в Чехии.
- 2005 год — Яна Ускова — золотая медаль на Чемпионате Мира в Санкт — Петербурге.
- 2007 год — Яна Ускова и Анна Кареева — золотые медали на Чемпионате Мира во Франции.
- 2008 год — Яна Ускова и Анна Кареева — серебряные медали на Олимпийских играх в Пекине.
- 2010 год — Мария Гарбуз — серебряная медаль на молодежном Чемпионате Мира в Южной Корее.
- 2015 год — Анастасия Серадская и Кристина Лихач - серебряные медали на молодежном Чемпионате Европы в Испании.
- 2016 год — Анастасия Серадская, Елена Портягина и Виктория Смоленцева - серебряные медали на молодежном Чемпионате Мира в России.
- 2016 год — Виктория Калинина - победитель Олимпийских Игр в Рио-де-Жанейро.

## Главные тренеры
- 1994—1999: Джанчатов Султан Мосович
- 1999—2001: Трефилов Евгений Васильевич
- 2001—2003: Джанчатов Султан Мосович
- 2003—2004: и. о. Ревва Александр Владимирович
- 2004—2006: Скоробогатов Анатолий Николаевич
- 2006—2008: Бабенко Юрий Александрович
- 2008—2010: Ревва Александр Владимирович
- 2010—2011: и. о. Мельникова Галина Геннадьевна
- 2011—2013: Барсуков Виталий Васильевич
- 2013—2014: — Черкашин Владимир Владимирович
- 2014—2018: — Скоробогатов Анатолий Николаевич
- 2018 — 26 ноября 2019: Ревва Александр Владимирович
- 27 ноября 2019 — 25 мая 2021: Голуб Никита Вадимович
- 1 июня 2021 — 2023: Ревва Александр Владимирович
- 2023—2024: Дерепаско Наталья Ярославовна[1]

## АГУ — «Адыиф — 2»
Дублирующий состав основной команды выступает в Первенстве России по гандболу среди дублирующих составов суперлиги с 2001 года. В дебютный год удалось занять шестое место.